# Carlo Renaldini
 Carlo Renaldini ou Rinaldini, né le 30 décembre 1615, à Ancône et mort dans cette ville le 18 juillet 1698, est un ingénieur militaire, mathématicien, physicien et philosophe italien membre de l'Académie dell'esperimento. Ami de Galilée, il utilisait les notations algébriques de François Viète, puis, vers la fin de sa vie, celles de Descartes. On lui doit sinon l'idée du moins la construction du premier thermomètre à points fixes. 

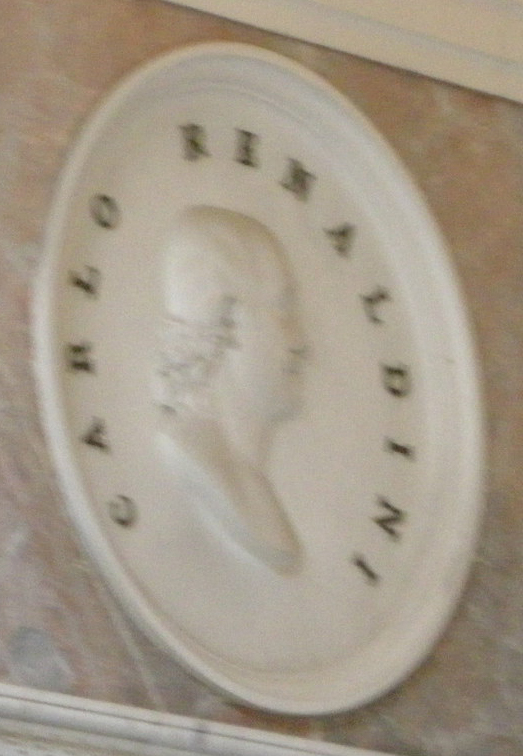
médaillon de Carlo Renaldini

## Biographie
Né dans la noblesse originaire de Sienne, le comte Carlo Renaldini suvit ses premières études à l'Université de Bologne. Il se mit au service du souverain Pontife Urbain VIII et reçut de Carlo Taddeo Barberini, le neveu du Pape, la charge de superviser les fortifications de Ferrare, Bondeno et Comacchio.
Surnommé le simplicius du Cimiento, lecteur de l'université de Pise en 1644, professeur de mathématiques de cette université de 1649 à 1666, il fut proche de Galilée, et s'en éloigna par prudence, et fut lié surtout à Giovanni Alfonso Borelli (1608-1679) auquel il dut son surnom. En correspondance avec Vincenzo Viviani, il devint l'un des membres fondateurs et les plus assidus de l'Académie du Cimento. Toutefois, plusieurs disputes l'opposent très vite à ses amis, à Borelli, à Francesco Redi et à Torricelli.
Sa physique sent le péripatétisme, ce qui l'a fait taxer d'archaïque.
En 1663, Ferdinand II de Médicis, prince régnant de Toscane le nomme tuteur de son fils Cosme III (1642-1723), auquel Carlo Renaldini dédicaça par la suite quelques ouvrages, En 1667, il abandonna ce poste et fut nommé à la chaire de philosophie de l'Université de Padoue. Il y publia (entre 1681 et 1688) son œuvre la plus importante : Philosophia rationalis, naturalis atque moralis.
Il tenta néanmoins de revenir à Pise, éprouvant comme une nostalgie de l'académie du Cimento. Ce fut toutefois à Venise, avec le père Felice Rotondi, qu'il acquit la célébrité, devenant le précepteur de la première femme à obtenir (le 25 juin 1678, à l'unanimité devant un jury composé de  Girolamo Frigimelica, Carlo Rinaldini, Angelo Montagnana et Ermenegildo Pera) un diplôme de philosophie : Elena Cornaro Piscopia.

## L'œuvre et ses limites
Un novateur

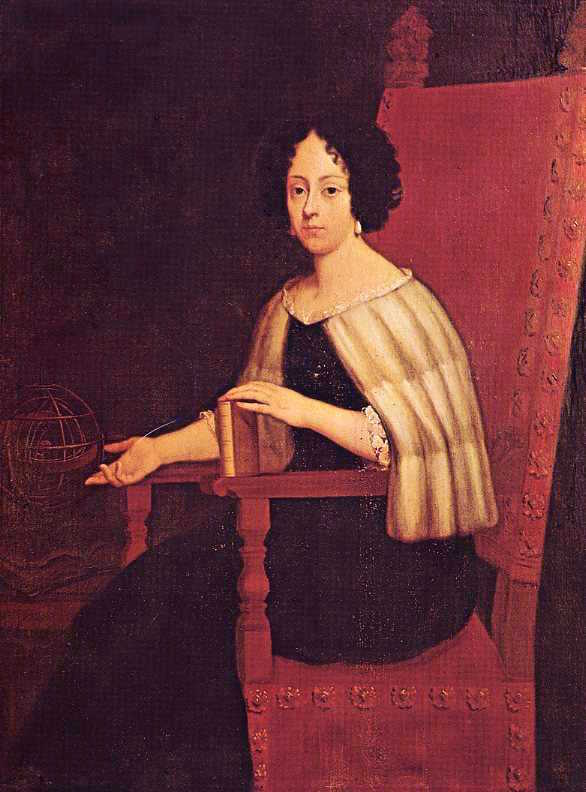
Elena Lucrezia Cornaro Piscopia

L'université de Padoue était alors soumis à l'Aristotélicisme et Renaldini orienta Elena Cornaro sur la voie d'une lecture ouverte d'Aristote. Il la rencontra en 1668 chez son père, procureur de Saint Marc, et leur rencontre, vue par Renaldini qui en a noté le souvenir, est un témoignage important des rapports qu'entretenaient alors hommes et femmes dans les institutions intellectuelles,.

« Là, tout en parcourant les œuvres d'Archimède, qui étaient sur la table, je vis surgir dans la bibliothèque le visage d'une jeune et belle fille, bien faite de membres, la tête majestueuse, et qui se mit à parler de ses théories. J'étais stupéfait, cependant, le courage fait homme, je demandais au procureur le nom, la famille et la maison de cette belle jeune fille, célèbre pour les nombreux dons de l'âme et du corps et presque tombée du ciel. Son père me dit dans un sourire: son nom est Elena Cornaro.  »

Il lui fut permis alors par son père de lui donner des leçons privées, à son domicile, les jours où le service de l'université ne requerrait pas sa disponibilité.
Une autre gloire de Renaldini est sa proposition de graduation du thermomètre :
En thermométrie, l’utilisation des points fixes de la congélation de l’eau et de l'ébullition de l’eau a été avancée, par Christian Huygens, vers 1655. En 1672, Sébastiano Bartolo suggérait de diviser l’intervalle qui les sépare en 18 parties. En 1694, Carlo Renaldini renouvelait cette proposition avec 12 degrés, préfigurant les thermomètres actuels, dit de Celsius, mais dont la gradation revient véritablement à Linné.
Mais également un conservateur...
Opposé à Francesco Redi, tenant de la génération spontanée, contre Pierre Gassendi, Carlo Renaldini, y compris dans son De resolutione et compositione (1668), ne saisit pas toujours la fonction méthodique que Descartes conférait à l'algèbre. S'il comprit que chaque équation pouvait être représentée par une courbe, il semble souvent avoir hésité dans ses tracés. Son œuvre témoigne pleinement du retard de la pensée mathématique italienne au cours de la deuxième moitié du XVIIe siècle, son langage algébrique demeurant celui du XVIe siècle et de l'algèbre spécieuse.
Renaldi se retira de l'enseignement en 1696, et revint mourir à Ancône. Parmi ses derniers ouvrages, on note son Commercium Epistocicum, publié en 1682, et la troisième partie de son art analytique en 1684.